# Васильев, Артур Дмитриевич
Васильев Артур Дмитриевич (род. 5 января 1953, Огородтах, Усть-Алданский улус, СССР) — художник, живописец. Член-корреспондент РАХ (1998). Народный художник Республики Саха-Якутия (2003).

## Биография
Родился 5 января 1953 года в селе Соттинцы Усть-Алданского района Якутской АССР.
Окончил Дальневосточный педагогический институт искусств (1983), мастерская С. А. Литвинова; творческую мастерскую живописи, Российской академии художеств в Красноярске под руководством действительного члена РАХ А. П. Левитина (1992).
С 1983 — участник всесоюзных, республиканских, зональных выставок. Персональные выставки: в Мирном (2002) и Якутске (2003).
Преподаватель Якутского художественного училища (1983—1987, 1992—1994), Арктического Государственного института искусств и культуры (2000—2005, 2012 — настоящее время). Член правления Якутского отделения Союза художников России.
Произведения художника хранятся в Национальном государственном художественном музее Республики Саха-Якутия (Якутск), Государственном Русском музее (Санкт-Петербург), Томском областном художественном музее, а также частных собраниях Санкт-Петербурга, Москвы и ряда городов Финляндии.
Живёт и работает в Якутске.

## Основные живописные произведения
«Мама» (1990), «Волейбол» (1987), «Мой ангел» (1998), «Девочка с одуванчиками» (1999), «Несущие свет» (2000), «Паутина» (2000), «Нюргуяна у двери» (2002), Триптих «Разбитое зеркало» (2008), «Портрет народного артиста России, лауреата Государственной премии им. Ф. М. Шаляпина Ивана Степанова в роли Бориса Годунова» (2012), «Чайки. Портрет дочери» (2014). Автор более ста живописных и графических произведений в жанрах тематической картины, портрета и пейзажа.

## Выставки
Всероссийские: 1987: Москва — «Художник и время»; 1987: «Молодость России»; 1992: Москва — «Вся Россия»; 1997, 2004: Москва — «Россия» и др.

## Звания
- Член-корреспондент РАХ (отделение Урал, Сибирь, Дальний Восток, 1998)
- Народный художник Республики Саха-Якутия (2003)
- Член Союза художников СССР, РФ (1985).

## Награды
- Награждён Почётной грамотой Министерства культуры Российской Федерации (2007)
- знаком отличия Республики Саха (Якутия) «Гражданская доблесть» (2011)
- золотыми медалями Академии художеств СССР (1991) и Союза художников России (2011)